# Улюбленець (фільм)
«Улюбленець» — кінофільм режисера Ірвіна Вінклера, що вийшов на екрани в 2004.

## Зміст
Коул Портер (1891—1964) — один із найвідоміших американських композиторів. Ця біографічна стрічка повідає про події його життя. У ній було всього три серйозні захоплення, справжніх пристрастей: виступи перед публікою, творчий процес створення музики і любов до дружини — видатної особистості Лінди Лі Томас.

## Ролі
| Актор           | Роль                         |
| --------------- | ---------------------------- |
| Кевін Клайн     | Коул Портер                  |
| Ешлі Джад       | Лінда Лі Томас-Портер        |
| Джонатан Прайс  | архангел Гавриїл             |
| Кевін МакНеллі  | Джеральд Мерфі               |
| Сандра Нельсон  | Сара Мерфі                   |
| Аллан Кордунер  | Монті Вуллі, актор           |
| Пітер Полікарпа | Луїс Барт Маєр, кінопродюсер |
| Кіт Аллен       | Ірвінг Берлін, композитор    |
| Джеймс Вілбі    | Едвард Томас                 |
| Кевін Мак-Кідд  | Боббі Рід                    |

## Знімальна група
- Режисер — Джей Кокс
- Сценарист — Джей Кокс
- Продюсер — Роб Кауен, Чарльз Вінклер, Ірвін Вінклер